# Rudy Gunawan
Rudy Gunawan (n. 31 decembrie 1966, Surakarta, Jawa Tengah, Indonezia) este un jucător de badminton ce a reprezentat Indonezia, medaliat olimpic. A participat la 2 ediții ale Jocurilor Olimpice (1992, 1996) în care a câștigat o medalie de argint.